# Симон Трпчески
Симон Трпчески (Скопље, 18. септембар 1979) је један од најпознатијих македонских пијаниста. 
О његовом таленту сведоче многи међународни успеси и највише критике, како и генерално мишљење музичких критичара у свету.

## Награде
Април 2005.
Диск месеца (Април) - у Би-Би-Си-евом Музичком магазину (BBC Music Magazine)
Мај 2003.
‘Young Artist Award’ од Краљевског филхармонијског друштва (Royal Philharmonic Society)
Април 2000.
Миленијумско Светско такмичење у пијану "Millenium World Piano Competition London" - Друго место
Децембар 1998.
Прво место на националном такмичењу "Yamaha Music Foundation of Europe" у Скопљу